# Telemark-Weltcup 2023
Der Telemark-Weltcup 2023 war eine vom Weltverband FIS ausgetragene Wettkampfserie im Telemarken. Sie begann am 18. Januar 2023 in Carezza und endete am 18. März 2023 in Bad Hindelang. Höhepunkt der Saison war die Telemark-Weltmeisterschaft 2023 in Mürren vom 21. bis zum 25. März 2023, deren Ergebnisse jedoch nicht zum Weltcup zählten.
Den Gesamtweltcup bei den Männer gewann der Schweizer Bastien Dayer. Bei den Frauen war die Schweizerin Martina Wyss erfolgreich.

## Weltcupwertungen

### Gesamt
| Rang | Athlet             | Punkte |
| ---- | ------------------ | ------ |
| 1    | Bastien Dayer      | 1208   |
| 2    | Elie Nabot         | 1106   |
| 3    | Trym Nygaard Løken | 965    |
| 4    | Nicolas Michel     | 862    |
| 5    | Theo Sillon        | 681    |
| 6    | Alexis Page        | 567    |
| 7    | Noé Claye          | 509    |
| 8    | Jacob Alveberg     | 496    |
| 9    | Yoann Rostolan     | 429    |
| 10   | Olle Collberg      | 415    |

| Rang | Athletin              | Punkte |
| ---- | --------------------- | ------ |
| 1    | Martina Wyss          | 1350   |
| 2    | Amélie Wenger-Reymond | 1331   |
| 3    | Argeline Tan-Bouquet  | 811    |
| 4    | Gøril Strøm Eriksen   | 777    |
| 5    | Jasmin Taylor         | 683    |
| 6    | Laly Chaucheprat      | 635    |
| 7    | Kaja Bjørnstad Konow  | 585    |
| 8    | Beatrice Zimmermann   | 574    |
| 9    | Ella Strøm Eriksen    | 482    |
| 10   | Augustine Carliez     | 368    |

### Classic
| Rang | Athlet             | Punkte |
| ---- | ------------------ | ------ |
| 1    | Bastien Dayer      | 360    |
| 2    | Elie Nabot         | 305    |
| 3    | Trym Nygaard Løken | 215    |
| 4    | Theo Sillon        | 194    |
| 5    | Nicolas Michel     | 148    |
| 6    | Olle Collberg      | 144    |
| 7    | Noé Claye          | 125    |
| 7    | Alexis Page        | 125    |
| 9    | Yoann Rostolan     | 122    |
| 10   | Charly Petex       | 120    |

| Rang | Athletin              | Punkte |
| ---- | --------------------- | ------ |
| 1    | Martina Wyss          | 380    |
| 2    | Amélie Wenger-Reymond | 340    |
| 3    | Argeline Tan-Bouquet  | 196    |
| 4    | Laly Chaucheprat      | 185    |
| 5    | Kaja Bjørnstad Konow  | 155    |
| 6    | Beatrice Zimmermann   | 139    |
| 7    | Gøril Strøm Eriksen   | 129    |
| 8    | Ella Strøm Eriksen    | 122    |
| 9    | Augustine Carliez     | 117    |
| 10   | Emma Araldsen         | 98     |

### Sprint
| Rang | Athlet             | Punkte |
| ---- | ------------------ | ------ |
| 1    | Bastien Dayer      | 552    |
| 2    | Elie Nabot         | 476    |
| 3    | Nicolas Michel     | 435    |
| 4    | Trym Nygaard Løken | 415    |
| 5    | Theo Sillon        | 300    |
| 6    | Alexis Page        | 258    |
| 7    | Jacob Alveberg     | 246    |
| 8    | Yoann Rostolan     | 191    |
| 9    | Raphael Mahlknecht | 180    |
| 10   | Noé Claye          | 176    |

| Rang | Athletin              | Punkte |
| ---- | --------------------- | ------ |
| 1    | Amélie Wenger-Reymond | 640    |
| 2    | Martina Wyss          | 620    |
| 3    | Jasmin Taylor         | 385    |
| 4    | Gøril Strøm Eriksen   | 292    |
| 5    | Argeline Tan-Bouquet  | 285    |
| 6    | Laly Chaucheprat      | 282    |
| 7    | Kaja Bjørnstad Konow  | 246    |
| 8    | Beatrice Zimmermann   | 240    |
| 9    | Ella Strøm Eriksen    | 211    |
| 10   | Camille Bourbon       | 154    |

### Parallelsprint
| Rang | Athlet             | Punkte |
| ---- | ------------------ | ------ |
| 1    | Trym Nygaard Løken | 335    |
| 2    | Elie Nabot         | 325    |
| 3    | Bastien Dayer      | 296    |
| 4    | Nicolas Michel     | 279    |
| 5    | Noé Claye          | 208    |
| 6    | Theo Sillon        | 187    |
| 7    | Alexis Page        | 184    |
| 8    | Olle Collberg      | 177    |
| 9    | Jacob Alveberg     | 144    |
| 10   | Romain Beney       | 141    |

| Rang | Athletin              | Punkte |
| ---- | --------------------- | ------ |
| 1    | Gøril Strøm Eriksen   | 356    |
| 2    | Amélie Wenger-Reymond | 351    |
| 3    | Martina Wyss          | 350    |
| 4    | Argeline Tan-Bouquet  | 330    |
| 5    | Jasmin Taylor         | 209    |
| 6    | Beatrice Zimmermann   | 195    |
| 7    | Kaja Bjørnstad Konow  | 184    |
| 8    | Laly Chaucheprat      | 168    |
| 9    | Ella Strøm Eriksen    | 149    |
| 10   | Augustine Carliez     | 114    |

## Podestplatzierungen Männer

### Classic
| Datum            | Ort            | 1. Platz           | 2. Platz      | 3. Platz     |
| ---------------- | -------------- | ------------------ | ------------- | ------------ |
| 27. Januar 2023  | Melchsee-Frutt | Bastien Dayer      | Elie Nabot    | Charly Petex |
| 16. Februar 2023 | Ål             | Bastien Dayer      | Elie Nabot    | Noé Claye    |
| 16. Februar 2023 | Ål             | Elie Nabot         | Bastien Dayer | Theo Sillon  |
| 16. März 2023    | Bad Hindelang  | Trym Nygaard Løken | Bastien Dayer | Theo Sillon  |

### Sprint
| Datum            | Ort                     | 1. Platz           | 2. Platz           | 3. Platz                   |
| ---------------- | ----------------------- | ------------------ | ------------------ | -------------------------- |
| 18. Januar 2023  | Carezza                 | Noé Claye          | Elie Nabot         | Nicolas Michel             |
| 19. Januar 2023  | Carezza                 | Bastien Dayer      | Trym Nygaard Løken | Elie Nabot                 |
| 2. Februar 2023  | Les Contamines-Montjoie | Elie Nabot         | Alexis Page        | Nicolas Michel             |
| 3. Februar 2023  | Les Contamines-Montjoie | Bastien Dayer      | Nicolas Michel     | Elie Nabot                 |
| 17. Februar 2023 | Ål                      | Bastien Dayer      | Nicolas Michel     | Yoann Rostolan             |
| 10. März 2023    | Skigebiet Krvavec       | Trym Nygaard Løken | Bastien Dayer      | Elie Nabot                 |
| 17. März 2023    | Bad Hindelang           | Bastien Dayer      | Elie Nabot         | Theo Sillon Nicolas Michel |

### Parallelsprint
| Datum            | Ort               | 1. Platz           | 2. Platz           | 3. Platz           |
| ---------------- | ----------------- | ------------------ | ------------------ | ------------------ |
| 28. Januar 2023  | Melchsee-Frutt    | Bastien Dayer      | Alexis Page        | Elie Nabot         |
| 29. Januar 2023  | Melchsee-Frutt    | Nicolas Michel     | Trym Nygaard Løken | Bastien Dayer      |
| 18. Februar 2023 | Ål                | Elie Nabot         | Nicolas Michel     | Raphael Mahlknecht |
| 11. März 2023    | Skigebiet Krvavec | Noé Claye          | Bastien Dayer      | Trym Nygaard Løken |
| 18. März 2023    | Bad Hindelang     | Trym Nygaard Løken | Elie Nabot         | Theo Sillon        |

## Podestplatzierungen Frauen

### Classic
| Datum            | Ort            | 1. Platz              | 2. Platz              | 3. Platz             |
| ---------------- | -------------- | --------------------- | --------------------- | -------------------- |
| 27. Januar 2023  | Melchsee-Frutt | Amélie Wenger-Reymond | Martina Wyss          | Argeline Tan-Bouquet |
| 16. Februar 2023 | Ål             | Martina Wyss          | Amélie Wenger-Reymond | Argeline Tan-Bouquet |
| 16. Februar 2023 | Ål             | Martina Wyss          | Amélie Wenger-Reymond | Beatrice Zimmermann  |
| 16. März 2023    | Bad Hindelang  | Martina Wyss          | Amélie Wenger-Reymond | Kaja Bjørnstad Konow |

### Sprint
| Datum            | Ort                     | 1. Platz              | 2. Platz              | 3. Platz            |
| ---------------- | ----------------------- | --------------------- | --------------------- | ------------------- |
| 18. Januar 2023  | Carezza                 | Amélie Wenger-Reymond | Martina Wyss          | Gøril Strøm Eriksen |
| 19. Januar 2023  | Carezza                 | Amélie Wenger-Reymond | Martina Wyss          | Beatrice Zimmermann |
| 2. Februar 2023  | Les Contamines-Montjoie | Amélie Wenger-Reymond | Martina Wyss          | Laly Chaucheprat    |
| 3. Februar 2023  | Les Contamines-Montjoie | Martina Wyss          | Amélie Wenger-Reymond | Jasmin Taylor       |
| 17. Februar 2023 | Ål                      | Martina Wyss          | Amélie Wenger-Reymond | Jasmin Taylor       |
| 10. März 2023    | Skigebiet Krvavec       | Martina Wyss          | Amélie Wenger-Reymond | Jasmin Taylor       |
| 17. März 2023    | Bad Hindelang           | Amélie Wenger-Reymond | Martina Wyss          | Jasmin Taylor       |

### Parallelsprint
| Datum            | Ort               | 1. Platz              | 2. Platz              | 3. Platz             |
| ---------------- | ----------------- | --------------------- | --------------------- | -------------------- |
| 28. Januar 2023  | Melchsee-Frutt    | Amélie Wenger-Reymond | Argeline Tan-Bouquet  | Gøril Strøm Eriksen  |
| 29. Januar 2023  | Melchsee-Frutt    | Martina Wyss          | Amélie Wenger-Reymond | Gøril Strøm Eriksen  |
| 18. Februar 2023 | Ål                | Gøril Strøm Eriksen   | Amélie Wenger-Reymond | Augustine Carliez    |
| 11. März 2023    | Skigebiet Krvavec | Martina Wyss          | Amélie Wenger-Reymond | Argeline Tan-Bouquet |
| 18. März 2023    | Bad Hindelang     | Gøril Strøm Eriksen   | Argeline Tan-Bouquet  | Martina Wyss         |